# Thiomočoviny

Methylthiouracil, derivát thiomočoviny používaný k léčbě hypertyreózy

Thiomočoviny jsou skupina organických sloučenin s obecným vzorcem SC(NR2)2; základní sloučeninou je thiomočovina SC(NH2)2. Thiomočovinové skupiny mají rovinná CSN2 jádra.

## Příprava
Thiomočoviny nesubstituované na atomech dusíku lze připravit reakcemi příslušných kyanamidů se sulfanem nebo jiným podobným zdrojem sulfidových iontů.
Další možností je reakce alkylamonné soli s thiokyanatanem draselným.
N,N′-disubstituované thiomočoviny lze získat spojením dvou aminů pomocí thiofosgenu:
2 R2NH + CSCl2 + 2  (R2N)(R′2N)CS + 2 HCl
Aminy mohou kondenzovat s organickými thiokyanáty za vzniku thiomočovin:
R2NH + R′NCS → (R2N)(HR′N)CS
Cyklické thiomočoviny se připravují transamidací thiomočovin pomocí diaminů. Ethylenthiomočovina se připravuje reakcí ethylendiaminu se sirouhlíkem. Některé thiomočoviny lze syntetizovat thiací močovin sulfidem fosforečným.

Ethylenthiomočovina urychluje vulkanizaci chloroprenového kaučuku (polychloroprenu).

## Struktura
N2CS jádra v molekulách thiomočovin jsou rovinná. Délky vazeb C=S se pohybují okolo 171 pm, což je o 1 pm více než u běžných ketonů. Vazby C-N jsou krátké.
Thiomočoviny vytvářejí dva tautomery. U základní molekuly močoviny ve vodných roztocích převažuje thionová forma nad thiolovou.
Thiolová forma, známá jako isothiomočovina, je součástí některých substituovaných sloučenin, jako jsou například isothiouroniové soli.

## Použití

### Příprava heterocyklických sloučenin
Thiomočoviny se používají na přípravu derivátů pyrimidinu kondenzací s β-dikarbonylovými sloučeninami; aminová skupina thiomočoviny kondenzuje s karbonylem a následně dochází k cyklizaci a tautomerizaci. Desulfurizací poté vzniká pyrimidin. Z thiomočovin se vyrábějí některá léčiva, jako jsou kyselina thiobarbiturová a sulfathiazol.
4-amino-3-hydrazino-5-merkapto-1,2,4-triazol se připravuje reakcí thiomočoviny s hydrazinem.

### Katalýza
Některé thiomočoviny slouží jako urychlovače vulkanizace. Thiomočoviny mají také možné využití jako organokatalyzátory.